# 企鵝群島
企鵝群島是納米比亞的群島，位於大西洋海域，由15座島嶼組成，總土地面積2.35平方公里，島上無人居住，但住滿海鳥，故島上的海鳥糞曾被開採。20世紀初期，納米比亞（西南非）原屬南非聯邦的國際聯盟託管地，1990年納米比亞從南非獨立出去後，只剩下鲸湾港和企鵝群島未被納入納米比亞版圖，使其一度成為南非的外領地，直至於1994年2月28日午夜，南非將該群島的主權移交至納米比亞。
26°37′01″S 15°19′16″E / 26.61694°S 15.32111°E